# Star system (groupe)
Pour l’article homonyme, voir Star system.
Le Star System est un groupe de musique camerounais né en 1988 avec le début de la télévision.

## Histoire
Le Star system est le premier boy's band au Cameroun. Il est co crée par Aimey Bizo, Nini Ossanga, Marquis Papale et Chris Beyar. Entre 1988 à 2000 le groupe organise des tournées et des spectacles au Cameroun,,,,,. Dans les années 2010 et 2020, ils sont quelques fois invité à la télévision nationale et se produisent dans des spectacles en France, en Suisse et au Cameroun.

## Notoriété
Ils deviennent célèbres par leur chorégraphie sur les chansons populaires de Michael Jackson telles Smooth Criminal. Leur plus grand succès est la chanson Djé Dance qui revient aux goûts du jour dans les années 2010 et 2020,. 
Ils font partie d'un mouvement qui a vu éclore des artistes tels Kris Badd, le Groupe Macase et d'autres jeunes artistes du rap, Krotal et autres.